# Gefundenes Fressen
Gefundenes Fressen is een Nederlands televisieprogramma van de VARA dat eind jaren 1990 werd uitgezonden in een aantal afleveringen van 25 minuten. Het programma was de opvolger van het eerdere programma Midas en wordt gepresenteerd door de bioloog Midas Dekkers. Het werd geproduceerd door IDTV en geregisseerd door Okke Ornstein.
Net als in het vorige programma gaat Dekkers op zoek naar de overeenkomsten tussen mens, dier en de planten. De nadruk ligt nu echter op het bereiden van voedsel en wat daar allemaal bij komt kijken. Hij laat daarbij de kijkers de verschillende facetten van de voedselindustrie zien, maar ook wat de voor- en nadelen voor de dieren in de bio-industrie en voor de gewassen van de eenzijdige landbouw zijn. Verder zijn er ook interviews en reportages.
Verder toont Dekkers hoe hij zelf maaltijden bereidt. In een van de uitzendingen is er een item over de goudvis. Dekkers staat in de keuken met een kom goudvissen en laat zien hoe deze bereid moeten worden. Hierbij hakt hij de kop van een vis af, haalt de vis door het paneermeer en frituurt deze. De bedoeling achter dit onderdeel van het programma is te laten zien dat men er bij bepaalde dieren, zoals een hond, kat of goudvis, in de westerse wereld niet aan moet denken ze te consumeren, terwijl bijvoorbeeld in bepaalde oosterse landen dit de normaalste zaak van de wereld is.
De titel van het programma verwijst naar een Duitse uitdrukking.